# Campeonato Europeu de Atletismo em Pista Coberta de 2013 - 3000 m masculino
A prova dos 3000 metros masculino do Campeonato Europeu de Atletismo em Pista Coberta de 2013 foi disputada entre 1 e 2 de março de 2013 no Scandinavium em Gotemburgo, Suécia.

## Recordes
Antes desta competição, os recordes mundiais e do campeonato nesta prova eram os seguintes:
|                       | Nome           | Nacionalidade | Tempo     | Local     | Data                    |
| --------------------- | -------------- | ------------- | --------- | --------- | ----------------------- |
| Recorde mundial       | Daniel Komen   | Quênia        | 7m 24s 90 | Budapeste | 6 de fevereiro de 1998  |
| Recorde do campeonato | Mo Farah       | Reino Unido   | 7m 40s 17 | Madri     | 7 de março de 2009      |
| Recorde europeu       | Sergio Sánchez | Espanha       | 7m 32s 41 | Valência  | 13 de fevereiro de 2010 |

## Medalhistas
| Ouro                  | Prata                     | Bronze                  |
| Hayle Ibrahimov (AZE) | Juan Carlos Higuero (ESP) | Ciarán O'Lionáird (IRL) |

## Cronograma
Todos os horários são locais (UTC+2).
| Data       | Hora  | Evento  |
| ---------- | ----- | ------- |
| 1 de março | 12:35 | Bateria |
| 2 de março | 18:20 | Final   |

## Resultados

### Bateria
Qualificação: 4 atletas de cada bateria  (Q) mais os  4 melhores qualificados (q).  
| Posição | Bateria | Atleta                 | Nacionalidade | Tempo   | Notas           |
| ------- | ------- | ---------------------- | ------------- | ------- | --------------- |
| 1       | 2       | Hayle Ibrahimov        | Azerbaijão    | 7:50.55 | Q               |
| 2       | 1       | Ciarán O'Lionáird      | Irlanda       | 7:55.12 | Q               |
| 3       | 1       | Florian Carvalho       | França        | 7:55.58 | Q               |
| 4       | 2       | Yoann Kowal            | França        | 7:55.61 | Q               |
| 5       | 1       | Polat Kemboi Arıkan    | Turquia       | 7:55.64 | Q               |
| 6       | 1       | Henrik Ingebrigtsen    | Noruega       | 7:55.77 | Q               |
| 7       | 2       | Roberto Alaiz          | Espanha       | 7:55.82 | Q               |
| 8       | 1       | Lander Tijtgat         | Bélgica       | 7:55.93 | q,              |
| 9       | 2       | Juan Carlos Higuero    | Espanha       | 7:55.98 | Q               |
| 10      | 2       | Halil Akkaş            | Turquia       | 7:56.08 | q,              |
| 11      | 1       | Adil Bouafif           | Suécia        | 7:58.29 | q,              |
| 12      | 1       | Andrey Safronov        | Rússia        | 7:59.17 | q               |
| 13      | 2       | Mateusz Demczyszak     | Polónia       | 7:59.41 |                 |
| 14      | 1       | Stephen Scullion       | Irlanda       | 8:00.78 |                 |
| 15      | 2       | Hans Kristian Fløystad | Noruega       | 8:01.58 | Recorde pessoal |
| 16      | 2       | Johan Hydén            | Suécia        | 8:02.20 | Recorde pessoal |
| 17      | 2       | Abdellah Haidane       | Itália        | 8:03.20 |                 |
| 18      | 1       | Ivan Strebkov          | Ucrânia       | 8:04.23 | Recorde pessoal |
| 19      | 2       | Albert Minczér         | Hungria       | 8:17.25 |                 |
| 20      | 2       | John Travers           | Irlanda       | 8:23.83 |                 |
| 21      | 1       | Barnabás Bene          | Hungria       | DNF     |                 |
| 22      | 1       | Carlos Alonso          | Espanha       | DSQ     |                 |

### Final
A final foi realizada às 18:20 no dia 2 de março de 2013.  

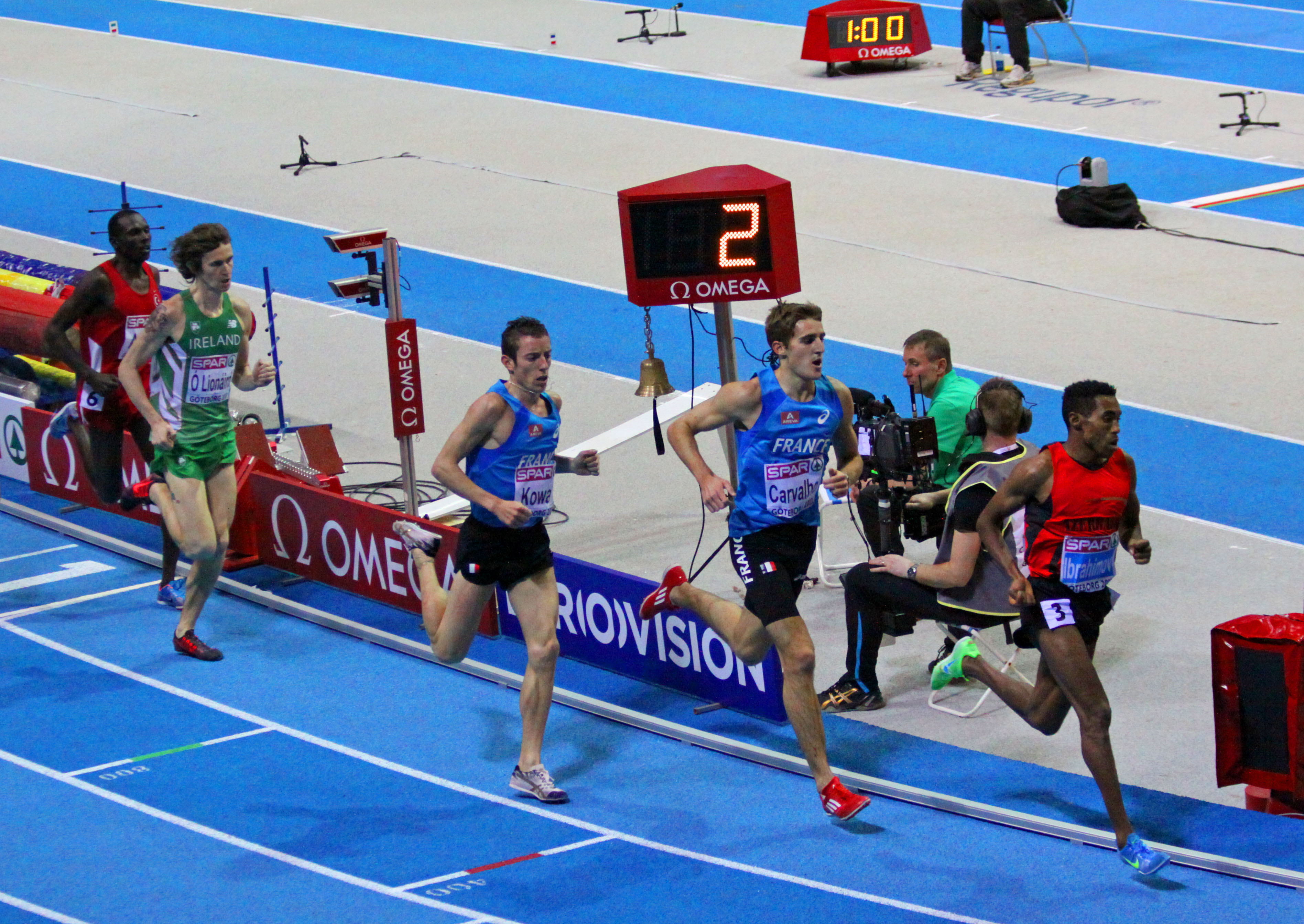
Cenas da final

| Posição           | Atleta              | Nacionalidade | Tempo   | Notas                |
| ----------------- | ------------------- | ------------- | ------- | -------------------- |
| Medalha de ouro   | Hayle Ibrahimov     | Azerbaijão    | 7:49.74 |                      |
| Medalha de prata  | Juan Carlos Higuero | Espanha       | 7:50.26 |                      |
| Medalha de bronze | Ciarán O'Lionáird   | Irlanda       | 7:50.40 | Recorde pessoal      |
| 4                 | Yoann Kowal         | França        | 7:50.89 |                      |
| 5                 | Florian Carvalho    | França        | 7:53.23 |                      |
| 6                 | Halil Akkaş         | Turquia       | 7:54.89 | Recorde da temporada |
| 7                 | Roberto Alaiz       | Espanha       | 7:55.12 |                      |
| 8                 | Lander Tijtgat      | Bélgica       | 7:55.59 | Recorde pessoal      |
| 9                 | Adil Bouafif        | Suécia        | 7:59.81 |                      |
| 10                | Polat Kemboi Arıkan | Turquia       | 8:00.72 |                      |
| 11                | Henrik Ingebrigtsen | Noruega       | 8:02.45 |                      |
| 12                | Andrey Safronov     | Rússia        | 8:15.37 |                      |

Legenda
| Recorde mundial       | Recorde mundial (World record)               |                       | Recorde africano                      | Recorde africano (African) |                                           | Q | Classificado por posição (Qualified) |
| Recorde do campeonato | Recorde do campeonato (Championship record)  | Recorde da América    | Recorde da América (Americas)         | q                          | Classificado por melhor tempo (Qualified) |   |                                      |
| Melhor marca do ano   | Melhor marca do ano (World leading)          | Recorde asiático      | Recorde asiático (Asian)              | DNS                        | Não largou (Did not start)                |   |                                      |
| Recorde nacional      | Recorde nacional (National record)           | Recorde europeu       | Recorde europeu (European)            | DNF                        | Não terminou (Did not finish)             |   |                                      |
| Recorde pessoal       | Recorde pessoal do atleta (Personal best)    | Recorde da Oceania    | Recorde da Oceania (Oceania)          | DSQ / DQ                   | Desclassificado (Disqualified)            |   |                                      |
| Recorde da temporada  | Recorde da temporada do atleta (Season best) | Recorde sul-americano | Recorde sul-americano (South America) | NM                         | Sem marca (No mark)                       |   |                                      |